# Tân Quới (xã)
Tân Quới là một xã thuộc huyện Thanh Bình, tỉnh Đồng Tháp, Việt Nam.

## Địa lý
Xã Tân Quới có vị trí địa lý:
- Phía đông và phía bắc giáp sông Tiền
- Phía tây giáp xã Tân Hoà và xã Tân Huề
- Phía nam giáp xã Tân Bình.

Xã có diện tích 18,67 km², dân số năm 1999 là 13.872 người, mật độ dân số đạt 743 người/km².

## Lịch sử
Quyết định 13-HĐBT ngày 23 tháng 02 năm 1983 của Hội đồng Bộ trưởng, xã Tân Quới thuộc huyện Thanh Bình.
Quyết định 27-HĐBT ngày 13 tháng 02 năm 1987 của Chủ tịch Hội đồng Bộ trưởng, chia xã Tân Long thành 2 xã lấy tên là xã Tân Long và xã Tân Bình; tách một phần ấp Hạ của xã Tân Quới để sáp nhập vào xã Tân Bình.
Xã Tân Quới có 1.725 hécta diện tích tự nhiên với 12.906 người.